# Leopoldplatz (metropolitana di Berlino)
La stazione di Leopoldplatz è una stazione della metropolitana di Berlino, posta all'incrocio delle linee U6 e U9.

## Storia
La stazione della linea U6 venne attivata l'8 marzo 1923, come parte della nuova tratta da Stettiner Bahnhof (oggi «Naturkundemuseum») a Seestraße della linea nord-sud («Nord-Süd-Bahn»), denominata in seguito «linea C» e oggi «U6».
La stazione della linea U9 venne attivata il 28 agosto 1961, come capolinea settentrionale della nuova linea G (oggi U9). Il 30 aprile 1976 venne attivato il prolungamento della linea in direzione nord-est, da Leopoldplatz al nuovo capolinea di Osloer Straße.

## Interscambi
- Fermata autobus

### Esplicative
1. 1 2  La numerazione delle linee metropolitane di Berlino venne introdotta nel 1966.

### Bibliografiche
1. 1 2  Lemke e Poppel (1992), p. 156.
2. 1 2 3  Lemke e Poppel (1992), p. 41.
3. ↑  Lemke e Poppel (1992), p. 62.
4. ↑  Lemke e Poppel (1992), p. 71.